# Conoscenza dell'uomo
Conoscenza dell'uomo, è un libro scritto dallo psicologo Alfred Adler, pubblicato nella versione originale durante l'anno 1921.

Il libro è tratto da una serie di lezioni tenute dall'autore alla Volksheim di Vienna, tramite le quali, Adler, si proponeva di impartire una guida sulla conoscenza dell'uomo e delle cause prime del suo comportamento e delle sue azioni, allo scopo di consentire al soggetto di adattarsi alla convivenza con gli altri e divenire, in tal modo, un essere integrato nell'ambiente che lo circonda. Inoltre il corso e il conseguente libro, contiene i fondamenti della psicologia individuale adleriana.
Il libro inizia con la descrizione dell'anima, intesa come spirito vitale, e prosegue con l'enumerazione delle funzioni dell'organo psichico e delle finalità della vita psichica, che si formano già nei primi anni di vita e che possono assumere caratteri positivi o negativi, tendenti all'ottimismo o al pessimismo.

Adler chiarisce il concetto di natura sociale della vita psichica, grazie alla descrizioni di elementi fondamentali quali: la "verità assoluta", ossia le regole immanenti ad una collettività; la costrizione della vita in comune, cioè le esigenze della società, siano esse laiche e religiose, che però consentono all'uomo di aumentare le probabilità di sopravvivenza, allo stesso modo della divisione del lavoro; sicurezza, o piuttosto l'insicurezza che spinge l'essere a ricercare una via di adattamento alla società.
Nel capitolo "Il fanciullo e la società", Adler si sofferma sui delicati equilibri che già il lattante deve raggiungere per soddisfare i suoi bisogni in relazione alle norme dell'ambiente circostante, sui tentativi del bambino di impadronirsi dei mezzi a disposizione degli adulti, quale espressione della loro potenza e dell'ostentazione della sua debolezza, sui sistemi educativi e sulle loro conseguenze.
Nelle pagine seguenti, l'autore, analizza il fenomeno di approccio del bambino al mondo esterno, le sensazioni consequenzialmente prodotte, gli elementi di sviluppo della concezione del mondo, le percezioni, i ricordi, le rappresentazioni e i sogni che gradualmente popolano la psiche dell'essere umano.
Il capitolo che si occupa del sentimento di inferiorità, descrive la situazione in cui gli organi si trovino in condizioni di inferiorità con il relativo sbilanciamento dell'infante verso se stesso, piuttosto che verso gli altri. Per compensare questo stato di inferiorità, l'infante tende alla superiorità e a farsi valere. L'impulso alla potenza, considerato da Adler un male sociale e culturale ineliminabile, in questa fase infantile non è ancora delineato e formato pienamente, però per tenerlo a bada è sufficiente far sviluppare all'infante il senso della comunità.
Il capitolo seguente tratta delle manifestazioni della vita psichica, intese come manovre preparatorie per un fine che deve essere presente e ben chiaro, tra le quali si distinguono: il gioco che prepara l'avvenire, come proposto dal pedagogo Gross, spiana la strada alla creatività e attenua il senso di fallimento; l'attenzione e la distrazione, che possono indicare anche il grado di volontà, di energia e di interesse del soggetto; la dimenticanza e la trascuratezza che sono segnali di difficoltà interiore e di disadattamento; la componente incosciente con le sue imprevedibili spinte ad agire al di fuori del controllo del soggetto; i sogni che aprono le porte ad un mondo interiore misterioso ma significativo.
In base alla psicologia individuale, esiste un nesso fra la divisione del lavoro, insita nel mondo produttivo moderno, e la differenza tra i due sessi, intesa come spartizione di ruoli nel mondo del lavoro e sociale. Adler sviscera a lungo e in profondità le giustificazioni che mantengono in vita il pregiudizio dell'inferiorità della donna e le cause che conducono la donna a trascurare la componente femminile.
La seconda parte del volume è dedicata alla dottrina del carattere, sviluppata per spiegare la sua natura e la sua formazione derivabili da origini innate o acquisite. Adler presenta una tipologia di esseri umani differenziante a seconda che questi ultimi siano ottimisti o pessimisti, attaccanti o attaccati, sanguigni, temperanti, biliosi, melanconici, flemmatici; inoltre analizza alcune manifestazioni umane attestanti una natura aggressiva quali la vanità, invidia, gelosia e manifestazioni di natura non aggressiva come l'isolamento, angoscia, timidezza, sottomissione, presunzione, impressionabilità.
Conclude il libro una carrellata di stati emotivi come ira, tristezza, abusi, disgusto, tra quelli che tendono a separare gli esseri e gioia, compassione, vergogna tra quelli che invece tendono ad unire.

## Edizioni
- Alfred Adler, Conoscenza dell'uomo, Mondadori, 1954,  pp.263, cap.13.